# 杨光祖
杨光祖（英語：Kwang-Tzu Yang，1928年11月12日—2020年7月29日），江苏苏州人，美国华裔传热学专家。

## 生平
杨光祖出生于苏州，1948年前往美国留学。他就读于伊利诺伊理工学院，先后获学士（1951年）、硕士（1952年）、博士（1955年）学位，师从德国热力学家马克斯·雅各布。此后长期任教于圣母大学。1963年晋升为正教授。同年加入美国国籍。1967年至1978年间，他曾担任航空航天与机械工程系主任。1986年被任命为Viola D. Hank讲席教授。在中国改革开放后，杨光祖曾受其师兄杨世铭邀请于1979年赴西安交通大学讲学5周。这是当时中国热流科学界时间最早、最长的一次国外学者讲学。他也首次将数值传热学引入中国。
杨光祖是美国机械工程师学会（ASME）会士。他获得过ASME传热学纪念奖（1981年）、日本机械学会（JSME）外国学者奖（2002年）、马克斯·雅各布纪念奖（2006年）等众多荣誉。
杨光祖于1998年退休。2020年7月29日，他在印第安纳州格兰杰家中逝世，终年91岁。